# You Can Do It
«You Can Do It» (с англ. — «Ты можешь сделать это») — песня американского рэпера Айс Кьюба, выпущенная 16 ноября 1999 года как второй сингл с саундтрека предстоящего фильма «Следующая пятница». На песне в качестве приглашённых артистов появились участник супергруппы Айс Кьюба Westside Connection Mack 10, а также рэперша Ms. Toi. Трек позже был использована в качестве заглавного сингла с шестого студийного альбома Кьюба War & Peace Vol. 2 (The Peace Disc). «You Can Do It» также вошёл в его сборники Greatest Hits и In the Movies и в саундтрек к фильму «За мной последний танец».
Песня стала шестым и последним хитом Айс Кьюба, попавшим в топ-40 в США, достигнув 35-й строчки в Billboard Hot 100, 13-го места в Hot R&B/Hip-Hop Songs и второго в Hot Rap Singles. В декабре 2004 года сингл был переиздан в Великобритании, достиг второго места в UK Singles Chart и получил золотой сертификат Британской ассоциации производителей фонограмм (BPI).

## Позиции в чартах и продажи
| Чарт (1999)                          | Наивысшая позиция |
| ------------------------------------ | ----------------- |
| UK Singles Chart                     | 4                 |
| U.S. Billboard Hot 100               | 35                |
| U.S. Billboard Hot R&B/Hip-Hop Songs | 13                |
| U.S. Billboard Hot Rap Songs         | 2                 |
| U.S. Billboard Rhythmic              | 26                |

| Чарт (2004)      | Наивысшая позиция |
| ---------------- | ----------------- |
| UK Singles Chart | 2                 |
| UK Hip Hop/R&B   | 1                 |

| Чарт (2000)                                   | Позиция |
| --------------------------------------------- | ------- |
| US Billboard Hot R&B/Hip-Hop Singles & Tracks | 83      |
| US Billboard Hot Rap Singles                  | 7       |

| Чарт (2004)      | Позиция |
| ---------------- | ------- |
| UK Singles Chart | 85      |

| Страна         | Сертификат | Количество продаж |
| -------------- | ---------- | ----------------- |
| Великобритания | Золотой    | 400 000           |